# Riding High
A Riding High (Németországban: Wendy) 1995-1996 között vetített új-zélandi televíziós sorozat, amely a német Wendy című lovas magazin alapján készült. A tévéfilmsorozat a South Pacific Pictures és a Wendy Promotions Ltd. gyártásában készült, valamint a HIT Entertainment forgalmazásában jelent meg. Műfaját tekintve lovas, kaland és drámafilmsorozat. Németországban 1996. május 9. és 1996. augusztus 12. között az RTL 2 vetítette.

## Ismertető
Ifjúsági és lovas sorozat, amely az azonos című képregényeken alapszik. A történet főhőse a 15 éves Wendy Thorburn, (Wendy Thorsteeg) aki a szülei Lindentree (Rosenborg) nevű lovasiskolájában él a német Schleswig-Holstein tartományban. Izgalmas kalandokat él át és tapasztal meg Bianca barátjával és persze a lovakkal.

## Szereplők
- Wendy Thorburn (Wendy Thorsteeg) – Marama Jackson
- Alexa Thorburn (Alexa Thorsteeg) – Charlotte Saunders
- Charles Thorburn (Gunnar Thorsteeg) – Paul Gittins
- Helen Thorburn (Heike Thorsteeg) – Jean Hyland
- Granny Alice Thorburn (Oma Herta Thorsteeg) – June Bishop
- Paul Frazer – Geoff Lodan
- Bianca Frazer – Natalie Dennis
- Vanessa Wilde – Tyler Jane  (Rebacca Jane Clark néven)
- Ingrid Wilde – Kerry Gallagher
- Stefan Brighton – Kieren Hutchison
- Elaine Wiggin – Lydia Eyley
- Cathy (Wiebke) – Madeleine Lynch
- Hannah – Claire Chitham
- Annabel – Miranda Harcourt
- Tiffany – Jodie Rimmer
- Marianne – Clare Robbie
- Rob Sarreson – Peter Elliot
- Flavio Scalini – Chris Widdup
- James Westwood (Jerry Kiesemann) – Karl Urban
- Mark Benson (epizód 1-34) – Joe Conway
- Michael McKenzie (epizód 35-65) – Peter Muller

## További információ
- Riding High a Kiwi TV oldalon (angolul)